# Paran daemun
Paran daemun (hangŭl: 파란 대문), noto anche con il titolo internazionale Birdcage Inn, in Italia come La Porta Blu, è un film del 1998 diretto da Kim Ki-duk.

## Trama
Lasciata Seul Jin-a, una prostituta di 24 anni, arriva in un motel sul mare nella città di Pohang chiamato Birdcage Inn per sostituire la prostituta precedente. Il motel è gestito da una coppia, che ha una figlia e un figlio, e fornisce a Jin-a una camera e pasti, e prende una parte del denaro guadagnato da Jin-a. La ragazza lavora di notte e trascorre il giorno disegnando e guardando il mare.
Sia le circostanze che la famiglia non rendono agevole la vita di Jin-a. Il padre silenzioso apparentemente si prende per bene cura della sua famiglia e ha una buona reputazione tra i vicini, ma stupra Jin-a. La madre vede Jin-a solo come fonte di denaro per guadagnarsi da vivere ed educare la figlia universitaria ed il figlio studente di scuola superiore. Il figlio, Hyun-woo chiede di scattare delle foto a Jin-a nuda per un concorso e chiede di avere un rapporto sessuale con lei. Dopo che Hyun-woo la implora a lungo, Jin-a posa nuda sul ponte di una nave in riva al mare e subito dopo copula con lui. Successivamente nasconde un microfono nella stanza di Jin-a e usa il suo walkman per sentire Jin-a ed i suoi ospiti.
La figlia, Hye-mi, che ha la stessa età di Jin-a ed è sessualmente repressa non nasconde il suo disprezzo verso Jin-a. Esprime la sua ostilità rifiutandosi di offrire il suo dentifricio e di condividere la stessa bacinella con Jin-a, e ignora i gesti amichevoli di Jin-a come la condivisione di un ombrello e il regalo di un walkman. Le fa notare che lei e Jin-a appartengono a mondi diversi. Hye-mi rifiuta di copulare con il suo ragazzo prima del matrimonio. Il rapporto tra i due diventa ancora peggiore quando Hye-mi scopre che il suo ragazzo, sessualmente frustrato, è andato da Jin-a e ha fatto sesso con lei.
Un giorno, frugando nella stanza di Jin-a e tra i suoi oggetti personali, Hye-mi sviluppa una simpatia nei confronti della ragazza. Quella notte Hye-mi utilizza il filo posto dal fratello nella stanza di Jin-a per ascoltarla di nascosto con un cliente.
Nel frattempo, un editore che ha visto le foto di Jin-a scattate da Hyun-woo, va da lui e ingannevolmente ottiene i negativi ad un prezzo basso. Dopo aver visto Jin-a nuda sulla rivista, il precedente protettore di Jin-a si presenta per riscuotere la sua parte, supponendo che lei sia stata pagata molto bene per le foto, e la picchia quando Jin-a gli rivela di non aver ricevuto denaro. Hye-mi tenta di proteggerla da lui ed egli va via dicendo che l'indomani verrà di nuovo per i soldi. Quella notte Jin-a tenta di suicidarsi tagliandosi il polso ma viene ritrovata da Hye-mi che ha avuto un incubo riguardante proprio Jin-a.
Jin-a e Hye-mi si siedono insieme appoggiate l'una verso l'altra. Quella notte, un ospite entra nel motel e Hye-mi passa la notte con lui al posto della sofferente Jin-a e perde così la sua verginità.